# Barrington Levy
Barrington Levy är en internationellt känd jamaicansk reggaeartist – sångare, mikrofonartist och producent – född 30 april 1964 i Clarendon, Jamaica. Han har haft mest framgång inom subgenrerna ragga och dancehall, och han är mest känd för låten "Here I Come" ("I'm broad, I'm broad, I'm broader than Broadway"), som släpptes 1985, det år då raggan utvecklades på Jamaica. Både låten och rytmen har återanvänts åtskilliga gånger av andra artister och medier.

## Tidig karriär
Som 12-åring gav sig Barrington Levy – som är släkt med den legendariske Desmond Dekker, in i Jamaicas tuffa musikbransch tillsammans med sin kusin Everton Dacres. De kallade sitt band The Mighty Multitude, och duon släppte låten "My Black Girl" 1977. Året därpå inledde Levy sin solokarriär nästa år med "A Long Time Since We Don't Have No Love", men singeln var ett misslyckande. Det gick bättre för den 14-årige Levy som presentatör på vissa dancehalls. Där fanns kontakter, och Levy träffade Junjo Lawes och Hyman Wright, som båda var skivproducenter. Den unge Levy hamnade åter i inspelningsstudion där han backades upp av bandet The Roots Radics. Några av de singlar som sålde bra hemma i Jamaica var "Al Yah We Deh", "Looking My Love", "Englishman", "Wedding Ring Aside" och "Collie Weed – och dessa framgångar ledde till att Barrington Levy kunde inleda en professionell karriär. Hans närmaste singlar blev också framgångsrika: "Shine Eye Girl", "Wicked Intention", "Jumpy Girl", "Skylarking" (av Horace Andy), "Disco Music", "Reggae Music", "Never Tear My Love Apart", "Jah", "You Made Me So Happy" och "When You're Young and in Love". Levy spelade sedan in några duetter med Toyan, Jah Thomas och Trinity och uppträdde på den stora jamaicanska reggaefestivalen Reggae Sunsplash 1980 och 1981. Även om LP-album, jämfört med singlar, inte var särskilt viktiga på Jamaica på 1970-talet hade Levy ändå släppt fyra album innan 1980: Bounty Hunter, Shaolin Temple, Shine Eye Gal (i Storbritannien) och den kritikerrosade Englishman. 
Tack vare albumet Robin Hood (1980) blev Barrington Levy en av de allra största jamaicanska stjärnorna, endast överskuggad av giganter som Bob Marley & The Wailers, Peter Tosh, Black Uhuru, Jacob Miller, Inner Circle och Bunny Wailer. Genom att Levys album gick bra i Storbritannien, sålde det bra även i övriga Västeuropa. Därefter släppte Levy en handfull singlar som sålde bra: "Mary Long Tongue", "In the Dark", "Too Poor", "I Have a Problem", "Even Tide Fire a Disaster", "I'm Not in Love", "You Have It", "Love of Jah", "Under Mi Sensi", "Tomorrow Is Another Day", "Robberman", "Black Roses", "My Woman" och "Money Move". Mane Move var även namnet på en LP (1984), som visar Levys begåvning som både sångare och pratsjungande mikrofonartist.

## Genombrott med ragga
Ragga, som var reggaens anpassning till de instrumentteknologiska innovationer med bl.a. programmerbara ljud och trummaskiner som gjorde sitt intåg i all populärmusik 1981-1987, introducerades på Jamaica och i Storbritannien i mitten av 1980-talet. Raggan, som snart växte ihop med mikrofonartisternas dancehall, levererades av reggaeproducenter som under några år experimenterade med ett reggaesound som avsiktligt skulle låta konstgjort. Den typ av ragga som med sina många olika digitala ljud kan beskrivas som en "ljudmatta" passade Barrington Levy och hans genomträngande röst mycket bra, och det är under dessa experimentella år som han ficks sina första och största internationella framgångar. Levys första internationella raggahit var Here I Come (singel och album 1985, som släpptes när Levy var 21 år), med texten "I'm broad, I'm broad, I'm broader than Broadway" som han är mest känd. Låten "Here I Come" har sedan dess mixats om ett antal gånger (1995, 2004 och 2005) för att passa nya musiktrender på Jamaica och internationellt. På albumet Here I Come finns en något förändrad version av "Under My Sensi" med, och låten blev en mindre hit utomlands, främst tack vare de anhängare till den världsvida stödtruppen för en legalisering av cannabis som hade börjat upptäcka reggaens marijuanapositiva lyrik.

## Senare karriär
I slutet av 1980-talet dalade Barrington Levys popularitet i Jamaica, och i början av 1990-talet gjorde han några försök att slå igenom i USA. Han hade dock en dålig relation med sitt skivbolag MCA, och bröt så småningom kontraktet. Under 1990-talet lyckades Levy med konststycket att bli en av de stora bland Jamaicas dancehall-stjärnor, som i regel var 10-15 år yngre än Levy och en mycket yngre publik. Det var singeln "Living Dangerously" där han sjöng tillsammans med en av Jamaicas mest profilstarka artister – Bounty Killer – som förde honom till höga placeringar på Jamaicas topplistor igen. Som erkänd dancehallartist blev det lättare för Levy att ta sig in på den amerikanska marknaden. Efter den kaliforniska gruppen Sublimes förlust av frontfiguren Bradley Novell 1996, träffades Levy och Sublimes kvarvarande medlemmar för att göra inspelningar och turnera. Levy medverkade enbart vid en handfull spelningar, men hans bidrag till albumet Right Back som släpptes 1999 av bandet under dess nya nman Long Beach Dub All Stars var betydande. Levy spelade även in duetter med K-os, rapparen Shyne och medverka på Aphrodites album Aftershock (2002).
Låten Here I Come användes i soundtracket till datorspelet Grand Theft Auto: San Andreas (2004).
Under 2004 medverkade han i en låt på albumet White People av gruppen Handsome Boy Modeling School, ett projekt av Prince Paul och Dan the Automator. Han samarbetade även med Slightly Stoopid på deras album Closer To The Sun (2005). År 2007 gästspelade Barrington Levy på gäst singeln "No Fuss" av Red-1 i Rascalz, en låt som kom med på albumet från hans 2007 albumet Beg For Nothing

## Diskografi

### Studioalbum
- 1979 – Bounty Hunter
- 1979 – Shaolin Temple
- 1979 – Shine Eye Gal
- 1979 – Englishman
- 1980 – Robin Hood
- 1980 – Doh Ray Me
- 1981 – Run Come Ya!
- 1982 – 21 Girls Salute
- 1983 – Poor Man Style
- 1983 – Life Style
- 1983 – Hunter Man
- 1983 – Teach Me Culture
- 1984 – Money Move
- 1984 – Meets Frankie Paul
- 1985 – Prison Oval Rock
- 1985 – Open Book
- 1985 – Here I Come
- 1986 – Clash of the 80's (med Cocoa Tea)
- 1988 – Love the Life You Live
- 1990 – Live and Learn Presents Beres Hammond and Barrington Levy
- 1992 – Turning Point
- 1994 – Divine
- 1995 – Barrington Levy's DJ Couteraction
- 1995 – Duets
- 1996 – Time Capsule
- 1996 – Wanted
- 1997 – Making Tracks
- 1998 – Living Dangerously
- 2002 – Jah The Creator
- 2003 – Moonlight Lover
- 2005 – Barrington Levy In Dub
- 2015 – Acousticalevy

### Om-mixade album
- 1995 – Here I Come (remasters)
- 1997 – Englishman / Robin Hood (remasters)
- 2006 – Shaolin Temple (remasters)
- 2007 – Englishman (remasters)
- 2007 – Robin Hood (remasters)

### Livealbum
- 1996 – Live in Concert

### Samlingsalbum
- 1983 – Barrington Levy
- 1986 – Collection
- 1990 – Broader Than Broadway
- 1992 – 20 Vintage Hits
- 1993 – Barrington
- 1994 – Reggae Vibes
- 1997 – Original Raggamuffin Part One
- 1997 – Ras Portraits
- 1998 – Too Experienced, The Best Of Barrington Levy
- 1999 – Back To Back
- 2001 – Dressed to Kill
- 2002 – Gold
- 2003 – Divine
- 2004 – This Is Crucial Reggae
- 2004 – Here I Come
- 2005 – Love Your Brother Man - The Early Years
- 2008 – Barrington Levy & Friends - Teach The Youth